# Liste der Gemeinden im Département Orne

Lage des Départements Orne

Das französische Département Orne hat 381 Gemeinden (frz. communes) (Stand 1. Januar 2025).
| Code INSEE | Post- leitzahl    | Gemeinde                         | Einwohner (Stand 1. Januar 2022) | Fläche in km² | Einwohner je km² | Kanton seit 30. März 2015 Kanton bis 29. März 2015              | Arrondissement seit 2017 Arrondissement bis 2016 | Gemeindeverband                   |
| ---------- | ----------------- | -------------------------------- | -------------------------------- | ------------- | ---------------- | --------------------------------------------------------------- | ------------------------------------------------ | --------------------------------- |
| 61001      | 61000             | Alençon                          | 25.667                           | 10,68         | 2403             | Alençon-1 Alençon-2 Alençon-1 Alençon-2 Alençon-3               | Alençon                                          | Alençon                           |
| 61002      | 61570             | Almenêches                       | 642                              | 20,27         | 32               | Sées Mortrée                                                    | Alençon Argentan                                 | Sources de l’Orne                 |
| 61005      | 61130             | Appenai-sous-Bellême             | 277                              | 10,74         | 26               | Ceton Bellême                                                   | Mortagne-au-Perche                               | Collines du Perche Normand        |
| 61006      | 61200             | Argentan                         | 13.494                           | 18,18         | 742              | Argentan-1 Argentan-2 Argentan-Est Argentan-Ouest               | Argentan                                         | Terres d’Argentan Interco         |
| 61007      | 61100 61430       | Athis-Val de Rouvre              | 4208                             | 76,74         | 55               | Athis-Val de Rouvre                                             | Argentan                                         | Flers Agglo                       |
| 61008      | 61270             | Aube                             | 1249                             | 5,74          | 218              | Rai L’Aigle-Ouest                                               | Mortagne-au-Perche                               | Pays de L’Aigle                   |
| 61010      | 61120             | Aubry-le-Panthou                 | 130                              | 6,85          | 19               | Vimoutiers                                                      | Mortagne-au-Perche Argentan                      | Vallées d’Auge et du Merlerault   |
| 61011      | 61100             | Aubusson                         | 396                              | 3,9           | 102              | Flers-2 Flers-Nord                                              | Argentan                                         | Flers Agglo                       |
| 61012      | 61270             | Auguaise                         | 197                              | 2,25          | 88               | Tourouvre au Perche Moulins-la-Marche                           | Mortagne-au-Perche                               | Pays de L’Aigle                   |
| 61013      | 61500             | Aunay-les-Bois                   | 142                              | 8,53          | 17               | Écouves Le Mêle-sur-Sarthe                                      | Alençon                                          | Vallée de la Haute Sarthe         |
| 61014      | 61200             | Aunou-le-Faucon                  | 247                              | 6,69          | 37               | Argentan-1 Argentan-Est                                         | Argentan                                         | Terres d’Argentan Interco         |
| 61015      | 61500             | Aunou-sur-Orne                   | 276                              | 18,04         | 15               | Sées                                                            | Alençon                                          | Sources de l’Orne                 |
| 61018      | 61470             | Avernes-Saint-Gourgon            | 69                               | 12,13         | 6                | Vimoutiers                                                      | Mortagne-au-Perche Argentan                      | Vallées d’Auge et du Merlerault   |
| 61020      | 61150             | Avoine                           | 217                              | 9,43          | 23               | Magny-le-Désert Écouché                                         | Argentan                                         | Terres d’Argentan Interco         |
| 61021      | 61700             | Avrilly                          | 94                               | 5,5           | 17               | Domfront en Poiraie                                             | Argentan Alençon                                 | Domfront Tinchebray Interco       |
| 61483      | 61140 61600       | Bagnoles de l’Orne Normandie     | 2698                             | 15,7          | 172              | Bagnoles de l’Orne Normandie Juvigny-sous-Andaine               | Alençon                                          | Andaine-Passais                   |
| 61023      | 61160             | Bailleul                         | 608                              | 16,67         | 36               | Argentan-2 Trun                                                 | Argentan                                         | Terres d’Argentan Interco         |
| 61024      | 61450             | Banvou                           | 630                              | 12,98         | 49               | La Ferté-Macé Messei                                            | Argentan                                         | Flers Agglo                       |
| 61026      | 61170             | Barville                         | 185                              | 7,53          | 25               | Écouves Pervenchères                                            | Alençon Mortagne-au-Perche                       | Vallée de la Haute Sarthe         |
| 61028      | 61210             | Bazoches-au-Houlme               | 455                              | 28,64         | 16               | Athis-Val de Rouvre Putanges-Pont-Écrepin                       | Argentan                                         | Val d’Orne                        |
| 61029      | 61560             | Bazoches-sur-Hoëne               | 833                              | 21,44         | 39               | Mortagne-au-Perche Bazoches-sur-Hoëne                           | Mortagne-au-Perche                               | Pays de Mortagne-au-Perche        |
| 61032      | 61270             | Beaufai                          | 327                              | 12,9          | 25               | Rai L’Aigle-Ouest                                               | Mortagne-au-Perche                               | Pays de L’Aigle                   |
| 61034      | 61190             | Beaulieu                         | 203                              | 18,06         | 11               | Tourouvre au Perche                                             | Mortagne-au-Perche                               | Hauts du Perche                   |
| 61035      | 61600             | Beauvain                         | 265                              | 12,46         | 21               | La Ferté-Macé Carrouges                                         | Alençon                                          | Pays Fertois et Bocage Carrougien |
| 61036      | 61500             | Belfonds                         | 208                              | 14,29         | 15               | Sées                                                            | Alençon                                          | Sources de l’Orne                 |
| 61196      | 61130             | Belforêt-en-Perche               | 1486                             | 74,53         | 20               | Ceton Bellême Pervenchères                                      | Mortagne-au-Perche                               | Collines du Perche Normand        |
| 61037      | 61360             | Bellavilliers                    | 135                              | 15,73         | 9                | Mortagne-au-Perche Pervenchères                                 | Mortagne-au-Perche                               | Pays de Mortagne-au-Perche        |
| 61038      | 61130             | Bellême                          | 1457                             | 1,71          | 852              | Ceton Bellême                                                   | Mortagne-au-Perche                               | Collines du Perche Normand        |
| 61040      | 61220             | Bellou-en-Houlme                 | 1031                             | 38,73         | 27               | La Ferté-Macé Messei                                            | Argentan                                         | Flers Agglo                       |
| 61041      | 61130             | Bellou-le-Trichard               | 196                              | 9,67          | 20               | Ceton Le Theil                                                  | Mortagne-au-Perche                               | Collines du Perche Normand        |
| 61043      | 61340             | Berd’huis                        | 1094                             | 11,45         | 96               | Bretoncelles Nocé                                               | Mortagne-au-Perche                               | Cœur du Perche                    |
| 61044      | 61430             | Berjou                           | 427                              | 8,82          | 48               | Athis-Val de Rouvre                                             | Argentan                                         | Flers Agglo                       |
| 61046      | 61290             | Bizou                            | 141                              | 9,04          | 16               | Tourouvre au Perche Longny-au-Perche                            | Mortagne-au-Perche                               | Hauts du Perche                   |
| 61048      | 61560             | Boëcé                            | 125                              | 2,41          | 52               | Mortagne-au-Perche Bazoches-sur-Hoëne                           | Mortagne-au-Perche                               | Pays de Mortagne-au-Perche        |
| 61375      | 61570             | Boischampré                      | 1173                             | 46,4          | 25               | Argentan-1 Mortrée                                              | Argentan                                         | Terres d’Argentan Interco         |
| 61049      | 61570             | Boissei-la-Lande                 | 109                              | 7,11          | 15               | Sées Mortrée                                                    | Alençon Argentan                                 | Sources de l’Orne                 |
| 61051      | 61500             | Boitron                          | 348                              | 13,35         | 26               | Sées Le Mêle-sur-Sarthe                                         | Alençon                                          | Sources de l’Orne                 |
| 61052      | 61270             | Bonnefoi                         | 189                              | 5,39          | 35               | Tourouvre au Perche Moulins-la-Marche                           | Mortagne-au-Perche                               | Pays de L’Aigle                   |
| 61053      | 61380             | Bonsmoulins                      | 232                              | 7,57          | 31               | Tourouvre au Perche Moulins-la-Marche                           | Mortagne-au-Perche                               | Pays de L’Aigle                   |
| 61055      | 61570             | Boucé                            | 567                              | 20,39         | 28               | Magny-le-Désert Écouché                                         | Argentan                                         | Terres d’Argentan Interco         |
| 61060      | 61270             | Brethel                          | 136                              | 2,97          | 46               | Tourouvre au Perche Moulins-la-Marche                           | Mortagne-au-Perche                               | Pays de L’Aigle                   |
| 61061      | 61110             | Bretoncelles                     | 1462                             | 40,21         | 36               | Bretoncelles Rémalard                                           | Mortagne-au-Perche                               | Cœur du Perche                    |
| 61062      | 61160             | Brieux                           | 89                               | 5,17          | 17               | Argentan-1 Trun                                                 | Argentan                                         | Terres d’Argentan Interco         |
| 61063      | 61220             | Briouze                          | 1511                             | 17,15         | 88               | Athis-Val de Rouvre Briouze                                     | Argentan                                         | Flers Agglo                       |
| 61064      | 61390             | Brullemail                       | 92                               | 10,28         | 9                | Écouves Courtomer                                               | Alençon                                          | Vallée de la Haute Sarthe         |
| 61066      | 61170             | Buré                             | 101                              | 5,65          | 18               | Écouves Bazoches-sur-Hoëne                                      | Alençon Mortagne-au-Perche                       | Vallée de la Haute Sarthe         |
| 61067      | 61170             | Bures                            | 166                              | 9,64          | 17               | Écouves Courtomer                                               | Alençon                                          | Vallée de la Haute Sarthe         |
| 61068      | 61500             | Bursard                          | 200                              | 10,55         | 19               | Écouves Le Mêle-sur-Sarthe                                      | Alençon                                          | Sources de l’Orne                 |
| 61069      | 61430             | Cahan                            | 162                              | 5,87          | 28               | Athis-Val de Rouvre                                             | Argentan                                         | Flers Agglo                       |
| 61070      | 61100             | Caligny                          | 845                              | 14,97         | 56               | Flers-1 Flers-Nord                                              | Argentan                                         | Flers Agglo                       |
| 61071      | 61120             | Camembert                        | 169                              | 10,3          | 16               | Vimoutiers                                                      | Mortagne-au-Perche Argentan                      | Vallées d’Auge et du Merlerault   |
| 61072      | 61120             | Canapville                       | 218                              | 8,22          | 27               | Vimoutiers                                                      | Mortagne-au-Perche Argentan                      | Vallées d’Auge et du Merlerault   |
| 61074      | 61320             | Carrouges                        | 626                              | 8,58          | 73               | Magny-le-Désert Carrouges                                       | Alençon                                          | Pays Fertois et Bocage Carrougien |
| 61075      | 61330             | Ceaucé                           | 1164                             | 41,52         | 28               | Bagnoles de l’Orne Normandie Domfront en Poiraie                | Alençon                                          | Andaine-Passais                   |
| 61077      | 61000             | Cerisé                           | 853                              | 4,42          | 193              | Alençon-1 Alençon-3                                             | Alençon                                          | Alençon                           |
| 61078      | 61100             | Cerisy-Belle-Étoile              | 706                              | 13,4          | 53               | Flers-1 Flers-Nord                                              | Argentan                                         | Flers Agglo                       |
| 61079      | 61260             | Ceton                            | 1765                             | 59,39         | 30               | Ceton Le Theil                                                  | Mortagne-au-Perche                               | Collines du Perche Normand        |
| 61080      | 61320             | Chahains                         | 82                               | 7,65          | 11               | Magny-le-Désert Carrouges                                       | Alençon                                          | Pays Fertois et Bocage Carrougien |
| 61081      | 61500             | Chailloué                        | 892                              | 35,88         | 25               | Sées Mortrée Sées                                               | Alençon                                          | Sources de l’Orne                 |
| 61084      | 61210             | Champcerie                       | 177                              | 8,94          | 20               | Athis-Val de Rouvre Putanges-Pont-Écrepin                       | Argentan                                         | Val d’Orne                        |
| 61087      | 61560             | Champeaux-sur-Sarthe             | 160                              | 9,49          | 17               | Mortagne-au-Perche Bazoches-sur-Hoëne                           | Mortagne-au-Perche                               | Pays de Mortagne-au-Perche        |
| 61088      | 61240             | Champ-Haut                       | 42                               | 5,16          | 8                | Rai Le Merlerault                                               | Mortagne-au-Perche Argentan                      | Vallées d’Auge et du Merlerault   |
| 61089      | 61120             | Champosoult                      | 102                              | 7,01          | 15               | Vimoutiers                                                      | Mortagne-au-Perche Argentan                      | Vallées d’Auge et du Merlerault   |
| 61091      | 61700             | Champsecret                      | 961                              | 44,68         | 22               | Domfront en Poiraie                                             | Argentan Alençon                                 | Domfront Tinchebray Interco       |
| 61092      | 61300             | Chandai                          | 681                              | 13,73         | 50               | L’Aigle L’Aigle-Est                                             | Mortagne-au-Perche                               | Pays de L’Aigle                   |
| 61093      | 61800             | Chanu                            | 1248                             | 15,72         | 79               | Domfront en Poiraie Tinchebray                                  | Argentan                                         | Domfront Tinchebray Interco       |
| 61100      | 61429             | Charencey                        | 289                              | 11,79         | 25               | Tourouvre au Perche                                             | Mortagne-au-Perche                               | Pays de L’Aigle                   |
| 61103      | 61230             | Chaumont                         | 167                              | 19,51         | 9                | Vimoutiers Gacé                                                 | Mortagne-au-Perche Argentan                      | Vallées d’Auge et du Merlerault   |
| 61105      | 61360             | Chemilli                         | 173                              | 10,92         | 16               | Ceton Bellême                                                   | Mortagne-au-Perche                               | Collines du Perche Normand        |
| 61107      | 61320             | Ciral                            | 410                              | 17,99         | 23               | Magny-le-Désert Carrouges                                       | Alençon                                          | Alençon                           |
| 61108      | 61230             | Cisai-Saint-Aubin                | 181                              | 14,49         | 12               | Vimoutiers Gacé                                                 | Mortagne-au-Perche Argentan                      | Vallées d’Auge et du Merlerault   |
| 61111      | 61250             | Colombiers                       | 334                              | 12,34         | 27               | Damigny Alençon-1                                               | Alençon                                          | Alençon                           |
| 61113      | 61400             | Comblot                          | 61                               | 4,31          | 14               | Mortagne-au-Perche                                              | Mortagne-au-Perche                               | Pays de Mortagne-au-Perche        |
| 61114      | 61200             | Commeaux                         | 149                              | 6,38          | 23               | Argentan-1 Argentan-Ouest                                       | Argentan                                         | Terres d’Argentan Interco         |
| 61117      | 61250             | Condé-sur-Sarthe                 | 2492                             | 8,46          | 295              | Damigny Alençon-1                                               | Alençon                                          | Alençon                           |
| 61118      | 61400             | Corbon                           | 112                              | 8,38          | 13               | Mortagne-au-Perche                                              | Mortagne-au-Perche                               | Pays de Mortagne-au-Perche        |
| 61120      | 61160             | Coudehard                        | 78                               | 8,52          | 9                | Argentan-2 Trun                                                 | Argentan                                         | Terres d’Argentan Interco         |
| 61121      | 61360             | Coulimer                         | 292                              | 17,19         | 17               | Mortagne-au-Perche Pervenchères                                 | Mortagne-au-Perche                               | Pays de Mortagne-au-Perche        |
| 61122      | 61230             | Coulmer                          | 81                               | 6,68          | 12               | Vimoutiers Gacé                                                 | Mortagne-au-Perche Argentan                      | Vallées d’Auge et du Merlerault   |
| 61123      | 61160             | Coulonces                        | 212                              | 6,15          | 34               | Argentan-2 Trun                                                 | Argentan                                         | Terres d’Argentan Interco         |
| 61126      | 61170             | Coulonges-sur-Sarthe             | 486                              | 9,65          | 50               | Écouves Le Mêle-sur-Sarthe                                      | Alençon                                          | Vallée de la Haute Sarthe         |
| 61129      | 61400             | Courgeon                         | 351                              | 10,41         | 34               | Mortagne-au-Perche                                              | Mortagne-au-Perche                               | Pays de Mortagne-au-Perche        |
| 61130      | 61560             | Courgeoût                        | 460                              | 17,82         | 26               | Mortagne-au-Perche Bazoches-sur-Hoëne                           | Mortagne-au-Perche                               | Pays de Mortagne-au-Perche        |
| 61050      | 61110 61340       | Cour-Maugis sur Huisne           | 580                              | 47,28         | 12               | Bretoncelles Nocé Rémalard                                      | Mortagne-au-Perche                               | Cœur du Perche                    |
| 61133      | 61390             | Courtomer                        | 725                              | 19,9          | 36               | Écouves Courtomer                                               | Alençon                                          | Vallée de la Haute Sarthe         |
| 61137      | 61220             | Craménil                         | 128                              | 8,09          | 16               | Athis-Val de Rouvre Briouze                                     | Argentan                                         | Val d’Orne                        |
| 61138      | 61230             | Croisilles                       | 193                              | 11,32         | 17               | Vimoutiers Gacé                                                 | Mortagne-au-Perche Argentan                      | Vallées d’Auge et du Merlerault   |
| 61139      | 61120             | Crouttes                         | 304                              | 13,47         | 23               | Vimoutiers                                                      | Mortagne-au-Perche Argentan                      | Vallées d’Auge et du Merlerault   |
| 61140      | 61300             | Crulai                           | 803                              | 22,5          | 36               | Tourouvre au Perche L’Aigle-Est                                 | Mortagne-au-Perche                               | Pays de L’Aigle                   |
| 61141      | 61250             | Cuissai                          | 436                              | 8,78          | 50               | Damigny Alençon-1                                               | Alençon                                          | Alençon                           |
| 61142      | 61130             | Dame-Marie                       | 156                              | 13,27         | 12               | Ceton Bellême                                                   | Mortagne-au-Perche                               | Collines du Perche Normand        |
| 61143      | 61250             | Damigny                          | 2425                             | 4,81          | 504              | Damigny Alençon-1                                               | Alençon                                          | Alençon                           |
| 61145      | 61700             | Domfront en Poiraie              | 4131                             | 65,49         | 63               | Domfront en Poiraie                                             | Argentan Alençon                                 | Domfront Tinchebray Interco       |
| 61146      | 61700             | Dompierre                        | 384                              | 8,56          | 45               | La Ferté-Macé Messei                                            | Argentan                                         | Flers Agglo                       |
| 61148      | 61100             | Durcet                           | 289                              | 9,54          | 30               | Athis-Val de Rouvre                                             | Argentan                                         | Flers Agglo                       |
| 61149      | 61440             | Échalou                          | 328                              | 5,59          | 59               | La Ferté-Macé Messei                                            | Argentan                                         | Flers Agglo                       |
| 61150      | 61370             | Échauffour                       | 730                              | 33,14         | 22               | Rai Le Merlerault                                               | Mortagne-au-Perche Argentan                      | Vallées d’Auge et du Merlerault   |
| 61151      | 61270             | Écorcei                          | 376                              | 9,47          | 40               | Rai L’Aigle-Ouest                                               | Mortagne-au-Perche                               | Pays de L’Aigle                   |
| 61152      | 61160             | Écorches                         | 104                              | 9,71          | 11               | Argentan-2 Trun                                                 | Argentan                                         | Terres d’Argentan Interco         |
| 61153      | 61150             | Écouché-les-Vallées              | 2193                             | 41,23         | 53               | Magny-le-Désert Écouché                                         | Argentan                                         | Terres d’Argentan Interco         |
| 61341      | 61250             | Écouves                          | 1673                             | 36,4          | 46               | Écouves Alençon-3                                               | Alençon                                          | Alençon                           |
| 61156      | 61500             | Essay                            | 543                              | 15,99         | 34               | Écouves Le Mêle-sur-Sarthe                                      | Alençon                                          | Sources de l’Orne                 |
| 61158      | 61600             | Faverolles                       | 132                              | 10,57         | 12               | Athis-Val de Rouvre Briouze                                     | Argentan                                         | Val d’Orne                        |
| 61159      | 61390             | Fay                              | 69                               | 8,68          | 8                | Rai Moulins-la-Marche                                           | Mortagne-au-Perche                               | Pays de L’Aigle                   |
| 61160      | 61400             | Feings                           | 191                              | 20,24         | 9                | Mortagne-au-Perche                                              | Mortagne-au-Perche                               | Pays de Mortagne-au-Perche        |
| 61166      | 61390             | Ferrières-la-Verrerie            | 148                              | 14,58         | 10               | Écouves Courtomer                                               | Alençon                                          | Vallée de la Haute Sarthe         |
| 61169      | 61100             | Flers                            | 14.308                           | 21,15         | 677              | Flers-1 Flers-2 Flers-Nord Flers-Sud                            | Argentan                                         | Flers Agglo                       |
| 61170      | 61200             | Fleuré                           | 205                              | 11,8          | 17               | Magny-le-Désert Écouché                                         | Argentan                                         | Terres d’Argentan Interco         |
| 61171      | 61160             | Fontaine-les-Bassets             | 115                              | 5,88          | 20               | Argentan-2 Trun                                                 | Argentan                                         | Terres d’Argentan Interco         |
| 61176      | 61570             | Francheville                     | 132                              | 9,72          | 14               | Sées Mortrée                                                    | Alençon Argentan                                 | Sources de l’Orne                 |
| 61180      | 61120             | Fresnay-le-Samson                | 108                              | 6,76          | 16               | Vimoutiers                                                      | Mortagne-au-Perche Argentan                      | Vallées d’Auge et du Merlerault   |
| 61181      | 61230             | Gacé                             | 1771                             | 6,5           | 272              | Vimoutiers Gacé                                                 | Mortagne-au-Perche Argentan                      | Vallées d’Auge et du Merlerault   |
| 61182      | 61420             | Gandelain                        | 416                              | 15,31         | 27               | Damigny Alençon-1                                               | Alençon                                          | Alençon                           |
| 61183      | 61390             | Gâprée                           | 144                              | 9,84          | 15               | Écouves Courtomer                                               | Alençon                                          | Vallée de la Haute Sarthe         |
| 61189      | 61210             | Giel-Courteilles                 | 484                              | 12,58         | 38               | Athis-Val de Rouvre Putanges-Pont-Écrepin                       | Argentan                                         | Val d’Orne                        |
| 61190      | 61310             | Ginai                            | 72                               | 9,25          | 8                | Argentan-2 Exmes                                                | Argentan                                         | Terres d’Argentan Interco         |
| 61474      | 61160 61200 61310 | Gouffern en Auge                 | 3644                             | 165,79        | 22               | Argentan-2 Argentan-Est Trun                                    | Argentan                                         | Terres d’Argentan Interco         |
| 61197      | 61160             | Guêprei                          | 146                              | 7,1           | 21               | Argentan-2 Trun                                                 | Argentan                                         | Terres d’Argentan Interco         |
| 61198      | 61120             | Guerquesalles                    | 133                              | 8,66          | 15               | Vimoutiers                                                      | Mortagne-au-Perche Argentan                      | Vallées d’Auge et du Merlerault   |
| 61199      | 61210             | Habloville                       | 335                              | 11,7          | 29               | Athis-Val de Rouvre Putanges-Pont-Écrepin                       | Argentan                                         | Val d’Orne                        |
| 61202      | 61250             | Hauterive                        | 459                              | 6,98          | 66               | Écouves Le Mêle-sur-Sarthe                                      | Alençon                                          | Vallée de la Haute Sarthe         |
| 61203      | 61250             | Héloup                           | 887                              | 12,96         | 68               | Damigny Alençon-1                                               | Alençon                                          | Alençon                           |
| 61207      | 61130             | Igé                              | 589                              | 27,86         | 21               | Ceton Bellême                                                   | Mortagne-au-Perche                               | Collines du Perche Normand        |
| 61208      | 61190             | Irai                             | 609                              | 14,85         | 41               | Tourouvre au Perche L’Aigle-Est                                 | Mortagne-au-Perche                               | Pays de L’Aigle                   |
| 61209      | 61320             | Joué-du-Bois                     | 386                              | 21,08         | 18               | Magny-le-Désert Carrouges                                       | Alençon                                          | Pays Fertois et Bocage Carrougien |
| 61210      | 61150             | Joué-du-Plain                    | 237                              | 14,56         | 16               | Magny-le-Désert Écouché                                         | Argentan                                         | Terres d’Argentan Interco         |
| 61211      | 61140 61330       | Juvigny Val d’Andaine            | 2104                             | 79,62         | 26               | Bagnoles de l’Orne Normandie Juvigny-sous-Andaine               | Alençon                                          | Andaine-Passais                   |
| 61212      | 61200             | Juvigny-sur-Orne                 | 119                              | 3,3           | 36               | Argentan-1 Argentan-Est                                         | Argentan                                         | Terres d’Argentan Interco         |
| 61214      | 61300             | L’Aigle                          | 7771                             | 18,02         | 431              | L’Aigle L’Aigle-Est L’Aigle-Ouest                               | Mortagne-au-Perche                               | Pays de L’Aigle                   |
| 61206      | 61290             | L’Hôme-Chamondot                 | 260                              | 15,92         | 16               | Tourouvre au Perche Longny-au-Perche                            | Mortagne-au-Perche                               | Hauts du Perche                   |
| 61030      | 61100             | La Bazoque                       | 272                              | 2,59          | 105              | Flers-1 Flers-Nord                                              | Argentan                                         | Flers Agglo                       |
| 61039      | 61570             | La Bellière                      | 129                              | 13,91         | 9                | Sées Mortrée                                                    | Alençon Argentan                                 | Sources de l’Orne                 |
| 61094      | 61100             | La Chapelle-au-Moine             | 587                              | 5,32          | 110              | Flers-1 Flers-Sud                                               | Argentan                                         | Flers Agglo                       |
| 61095      | 61100             | La Chapelle-Biche                | 532                              | 6,25          | 85               | Flers-1 Flers-Sud                                               | Argentan                                         | Flers Agglo                       |
| 61097      | 61400             | La Chapelle-Montligeon           | 510                              | 8,33          | 61               | Mortagne-au-Perche                                              | Mortagne-au-Perche                               | Pays de Mortagne-au-Perche        |
| 61098      | 61500             | La Chapelle-près-Sées            | 488                              | 9,95          | 49               | Sées                                                            | Alençon                                          | Sources de l’Orne                 |
| 61099      | 61130             | La Chapelle-Souëf                | 245                              | 11,13         | 22               | Ceton Bellême                                                   | Mortagne-au-Perche                               | Collines du Perche Normand        |
| 61104      | 61600             | La Chaux                         | 53                               | 5,06          | 10               | Magny-le-Désert Carrouges                                       | Alençon                                          | Pays Fertois et Bocage Carrougien |
| 61124      | 61220             | La Coulonche                     | 498                              | 14,32         | 35               | La Ferté-Macé Messei                                            | Argentan                                         | Flers Agglo                       |
| 61162      | 61380             | La Ferrière-au-Doyen             | 156                              | 22,47         | 7                | Tourouvre au Perche Moulins-la-Marche                           | Mortagne-au-Perche                               | Pays de L’Aigle                   |
| 61163      | 61450             | La Ferrière-aux-Étangs           | 1531                             | 10,93         | 140              | La Ferté-Macé Messei                                            | Argentan                                         | Flers Agglo                       |
| 61164      | 61500             | La Ferrière-Béchet               | 250                              | 13,79         | 18               | Sées                                                            | Alençon                                          | Sources de l’Orne                 |
| 61165      | 61420             | La Ferrière-Bochard              | 706                              | 10,82         | 65               | Damigny Alençon-1                                               | Alençon                                          | Alençon                           |
| 61168      | 61600             | La Ferté Macé                    | 5095                             | 31,86         | 160              | La Ferté-Macé                                                   | Argentan Alençon                                 | Flers Agglo                       |
| 61167      | 61470 61550       | La Ferté-en-Ouche                | 2960                             | 131,69        | 22               | Rai La Ferté-Frênel                                             | Mortagne-au-Perche Argentan                      | Pays de L’Aigle                   |
| 61178      | 61230             | La Fresnaie-Fayel                | 51                               | 5,09          | 10               | Vimoutiers Gacé                                                 | Mortagne-au-Perche Argentan                      | Vallées d’Auge et du Merlerault   |
| 61193      | 61550             | La Gonfrière                     | 274                              | 12,83         | 21               | Rai La Ferté-Frênel                                             | Mortagne-au-Perche Argentan                      | Pays de L’Aigle                   |
| 61216      | 61320             | La Lande-de-Goult                | 186                              | 28,57         | 7                | Magny-le-Désert Carrouges                                       | Alençon                                          | Pays Fertois et Bocage Carrougien |
| 61217      | 61210             | La Lande-de-Lougé                | 57                               | 4,95          | 12               | Magny-le-Désert Briouze                                         | Argentan                                         | Terres d’Argentan Interco         |
| 61218      | 61100             | La Lande-Patry                   | 1752                             | 6,6           | 265              | Flers-1 Flers-Sud                                               | Argentan                                         | Flers Agglo                       |
| 61219      | 61100             | La Lande-Saint-Siméon            | 163                              | 5,33          | 31               | Athis-Val de Rouvre                                             | Argentan                                         | Flers Agglo                       |
| 61241      | 61110             | La Madeleine-Bouvet              | 416                              | 12,92         | 32               | Bretoncelles Rémalard                                           | Mortagne-au-Perche                               | Cœur du Perche                    |
| 61277      | 61560             | La Mesnière                      | 277                              | 12,26         | 23               | Mortagne-au-Perche Bazoches-sur-Hoëne                           | Mortagne-au-Perche                               | Pays de Mortagne-au-Perche        |
| 61295      | 61600             | La Motte-Fouquet                 | 159                              | 9,32          | 17               | Magny-le-Désert Carrouges                                       | Alençon                                          | Pays Fertois et Bocage Carrougien |
| 61350      | 61420             | La Roche-Mabile                  | 162                              | 5,21          | 31               | Damigny Alençon-1                                               | Alençon                                          | Alençon                           |
| 61466      | 61100             | La Selle-la-Forge                | 1396                             | 8,32          | 168              | Flers-2 Flers-Sud                                               | Argentan                                         | Flers Agglo                       |
| 61493      | 61230             | La Trinité-des-Laitiers          | 64                               | 11,16         | 6                | Vimoutiers Gacé                                                 | Mortagne-au-Perche Argentan                      | Vallées d’Auge et du Merlerault   |
| 61500      | 61190             | La Ventrouze                     | 122                              | 7,06          | 17               | Tourouvre au Perche                                             | Mortagne-au-Perche                               | Hauts du Perche                   |
| 61213      | 61320             | Lalacelle                        | 266                              | 13,37         | 20               | Damigny Alençon-1                                               | Alençon                                          | Alençon                           |
| 61215      | 61170             | Laleu                            | 361                              | 11,41         | 32               | Écouves Le Mêle-sur-Sarthe                                      | Alençon                                          | Vallée de la Haute Sarthe         |
| 61221      | 61100             | Landigou                         | 432                              | 5,36          | 81               | Flers-2 Flers-Sud                                               | Argentan                                         | Flers Agglo                       |
| 61222      | 61100             | Landisacq                        | 772                              | 10,91         | 71               | Flers-1 Flers-Sud                                               | Argentan                                         | Flers Agglo                       |
| 61224      | 61250             | Larré                            | 467                              | 5,67          | 82               | Écouves Alençon-3                                               | Alençon                                          | Alençon                           |
| 61054      | 61470             | Le Bosc-Renoult                  | 259                              | 12,7          | 20               | Vimoutiers                                                      | Mortagne-au-Perche Argentan                      | Vallées d’Auge et du Merlerault   |
| 61056      | 61500             | Le Bouillon                      | 167                              | 17,77         | 9                | Sées                                                            | Alençon                                          | Sources de l’Orne                 |
| 61076      | 61500             | Le Cercueil                      | 145                              | 13,23         | 11               | Sées Carrouges                                                  | Alençon                                          | Sources de l’Orne                 |
| 61082      | 61390             | Le Chalange                      | 84                               | 6,27          | 13               | Écouves Courtomer                                               | Alençon                                          | Vallée de la Haute Sarthe         |
| 61085      | 61320             | Le Champ-de-la-Pierre            | 29                               | 4,05          | 7                | Magny-le-Désert Carrouges                                       | Alençon                                          | Pays Fertois et Bocage Carrougien |
| 61101      | 61570             | Le Château-d’Almenêches          | 185                              | 10,76         | 17               | Sées Mortrée                                                    | Alençon Argentan                                 | Sources de l’Orne                 |
| 61102      | 61450             | Le Châtellier                    | 402                              | 8,18          | 49               | Flers-1 Messei                                                  | Argentan                                         | Flers Agglo                       |
| 61195      | 61600             | Le Grais                         | 206                              | 12,21         | 17               | Athis-Val de Rouvre Briouze                                     | Argentan                                         | Flers Agglo                       |
| 61242      | 61290             | Le Mage                          | 217                              | 25,34         | 9                | Tourouvre au Perche Longny-au-Perche                            | Mortagne-au-Perche                               | Hauts du Perche                   |
| 61258      | 61170             | Le Mêle-sur-Sarthe               | 659                              | 0,62          | 1063             | Écouves Le Mêle-sur-Sarthe                                      | Alençon                                          | Vallée de la Haute Sarthe         |
| 61259      | 61270             | Le Ménil-Bérard                  | 68                               | 7,33          | 9                | Tourouvre au Perche Moulins-la-Marche                           | Mortagne-au-Perche                               | Pays de L’Aigle                   |
| 61261      | 61250             | Le Ménil-Broût                   | 176                              | 3,44          | 51               | Écouves Le Mêle-sur-Sarthe                                      | Alençon                                          | Vallée de la Haute Sarthe         |
| 61262      | 61800             | Le Ménil-Ciboult                 | 117                              | 6,31          | 19               | Domfront en Poiraie Tinchebray                                  | Argentan                                         | Domfront Tinchebray Interco       |
| 61260      | 61220             | Le Ménil-de-Briouze              | 529                              | 21,39         | 25               | Athis-Val de Rouvre Briouze                                     | Argentan                                         | Flers Agglo                       |
| 61266      | 61170             | Le Ménil-Guyon                   | 83                               | 2,76          | 30               | Écouves Courtomer                                               | Alençon                                          | Vallée de la Haute Sarthe         |
| 61271      | 61320             | Le Ménil-Scelleur                | 87                               | 5,37          | 16               | Magny-le-Désert Carrouges                                       | Alençon                                          | Pays Fertois et Bocage Carrougien |
| 61272      | 61240             | Le Ménil-Vicomte                 | 26                               | 3,86          | 7                | Rai Le Merlerault                                               | Mortagne-au-Perche Argentan                      | Vallées d’Auge et du Merlerault   |
| 61323      | 61290             | Le Pas-Saint-l’Homer             | 128                              | 9,43          | 14               | Tourouvre au Perche Longny-au-Perche                            | Mortagne-au-Perche                               | Hauts du Perche                   |
| 61328      | 61310             | Le Pin-au-Haras                  | 253                              | 8,66          | 29               | Argentan-2 Exmes                                                | Argentan                                         | Terres d’Argentan Interco         |
| 61329      | 61400             | Le Pin-la-Garenne                | 619                              | 15,88         | 39               | Mortagne-au-Perche Pervenchères                                 | Mortagne-au-Perche                               | Pays de Mortagne-au-Perche        |
| 61331      | 61170             | Le Plantis                       | 126                              | 8,02          | 16               | Écouves Courtomer                                               | Alençon                                          | Vallée de la Haute Sarthe         |
| 61346      | 61120             | Le Renouard                      | 203                              | 14,48         | 14               | Vimoutiers                                                      | Mortagne-au-Perche Argentan                      | Vallées d’Auge et du Merlerault   |
| 61461      | 61230             | Le Sap-André                     | 125                              | 9,53          | 13               | Vimoutiers Gacé                                                 | Mortagne-au-Perche Argentan                      | Vallées d’Auge et du Merlerault   |
| 61422      | 61270             | Les Aspres                       | 620                              | 23,21         | 27               | Tourouvre au Perche Moulins-la-Marche                           | Mortagne-au-Perche                               | Pays de L’Aigle                   |
| 61086      | 61120             | Les Champeaux                    | 98                               | 9,65          | 10               | Vimoutiers                                                      | Mortagne-au-Perche Argentan                      | Vallées d’Auge et du Merlerault   |
| 61187      | 61270             | Les Genettes                     | 162                              | 6,54          | 25               | Tourouvre au Perche Moulins-la-Marche                           | Mortagne-au-Perche                               | Pays de L’Aigle                   |
| 61274      | 61290             | Les Menus                        | 241                              | 11,81         | 20               | Tourouvre au Perche Longny-au-Perche                            | Mortagne-au-Perche                               | Hauts du Perche                   |
| 61463      | 61600             | Les Monts d’Andaine              | 1727                             | 38,08         | 45               | La Ferté-Macé                                                   | Argentan Alençon                                 | Flers Agglo                       |
| 61499      | 61170             | Les Ventes-de-Bourse             | 146                              | 20,95         | 7                | Écouves Le Mêle-sur-Sarthe                                      | Alençon                                          | Vallée de la Haute Sarthe         |
| 61512      | 61210             | Les Yveteaux                     | 100                              | 5,79          | 17               | Athis-Val de Rouvre Briouze                                     | Argentan                                         | Val d’Orne                        |
| 61225      | 61240             | Lignères                         | 29                               | 5,37          | 5                | Rai Le Merlerault                                               | Mortagne-au-Perche Argentan                      | Vallées d’Auge et du Merlerault   |
| 61227      | 61220             | Lignou                           | 139                              | 7,61          | 18               | Athis-Val de Rouvre Briouze                                     | Argentan                                         | Val d’Orne                        |
| 61229      | 61400             | Loisail                          | 134                              | 5,16          | 26               | Mortagne-au-Perche                                              | Mortagne-au-Perche                               | Pays de Mortagne-au-Perche        |
| 61230      | 61290             | Longny les Villages              | 2826                             | 151,76        | 19               | Tourouvre au Perche Longny-au-Perche                            | Mortagne-au-Perche                               | Hauts du Perche                   |
| 61232      | 61700             | Lonlay-l’Abbaye                  | 1118                             | 53,41         | 21               | Domfront en Poiraie                                             | Argentan Alençon                                 | Domfront Tinchebray Interco       |
| 61233      | 61600             | Lonlay-le-Tesson                 | 229                              | 12,37         | 19               | La Ferté-Macé                                                   | Argentan Alençon                                 | Flers Agglo                       |
| 61234      | 61250             | Lonrai                           | 1084                             | 6,14          | 177              | Damigny Alençon-1                                               | Alençon                                          | Alençon                           |
| 61228      | 61320 61420       | L’Orée-d’Écouves                 | 730                              | 44,45         | 16               | Magny-le-Désert                                                 | Alençon                                          | Alençon                           |
| 61237      | 61150             | Lougé-sur-Maire                  | 314                              | 13,58         | 23               | Magny-le-Désert Briouze                                         | Argentan                                         | Terres d’Argentan Interco         |
| 61238      | 61160             | Louvières-en-Auge                | 95                               | 6,22          | 15               | Argentan-2 Trun                                                 | Argentan                                         | Terres d’Argentan Interco         |
| 61240      | 61500             | Macé                             | 443                              | 14,53         | 30               | Sées                                                            | Alençon                                          | Sources de l’Orne                 |
| 61243      | 61600             | Magny-le-Désert                  | 1386                             | 33,34         | 42               | Magny-le-Désert La Ferté-Macé                                   | Alençon                                          | Pays Fertois et Bocage Carrougien |
| 61244      | 61380             | Mahéru                           | 275                              | 19,63         | 14               | Rai Moulins-la-Marche                                           | Mortagne-au-Perche                               | Pays de L’Aigle                   |
| 61248      | 61350             | Mantilly                         | 511                              | 28,7          | 18               | Bagnoles de l’Orne Normandie Passais                            | Alençon                                          | Andaine-Passais                   |
| 61251      | 61170             | Marchemaisons                    | 157                              | 8,85          | 18               | Écouves Le Mêle-sur-Sarthe                                      | Alençon                                          | Vallée de la Haute Sarthe         |
| 61252      | 61230             | Mardilly                         | 133                              | 12,76         | 10               | Vimoutiers Gacé                                                 | Mortagne-au-Perche Argentan                      | Vallées d’Auge et du Merlerault   |
| 61255      | 61400             | Mauves-sur-Huisne                | 524                              | 14,26         | 37               | Mortagne-au-Perche                                              | Mortagne-au-Perche                               | Pays de Mortagne-au-Perche        |
| 61256      | 61570             | Médavy                           | 153                              | 4,34          | 35               | Sées Mortrée                                                    | Alençon Argentan                                 | Sources de l’Orne                 |
| 61257      | 61410             | Méhoudin                         | 121                              | 3,85          | 31               | Magny-le-Désert La Ferté-Macé                                   | Alençon                                          | Pays Fertois et Bocage Carrougien |
| 61275      | 61240 61249       | Merlerault-le-Pin                | 1435                             | 61,55         | 23               | Rai Le Merlerault                                               | Mortagne-au-Perche Argentan                      | Vallées d’Auge et du Merlerault   |
| 61263      | 61250             | Ménil-Erreux                     | 195                              | 11,05         | 18               | Écouves Le Mêle-sur-Sarthe                                      | Alençon                                          | Alençon                           |
| 61264      | 61240             | Ménil-Froger                     | 62                               | 5,31          | 12               | Rai Le Merlerault                                               | Mortagne-au-Perche Argentan                      | Vallées d’Auge et du Merlerault   |
| 61265      | 61210             | Ménil-Gondouin                   | 157                              | 9,17          | 17               | Athis-Val de Rouvre Putanges-Pont-Écrepin                       | Argentan                                         | Val d’Orne                        |
| 61267      | 61210             | Ménil-Hermei                     | 201                              | 6,61          | 30               | Athis-Val de Rouvre Putanges-Pont-Écrepin                       | Argentan                                         | Val d’Orne                        |
| 61268      | 61230             | Ménil-Hubert-en-Exmes            | 120                              | 10,34         | 12               | Vimoutiers Gacé                                                 | Mortagne-au-Perche Argentan                      | Vallées d’Auge et du Merlerault   |
| 61269      | 61430             | Ménil-Hubert-sur-Orne            | 487                              | 10,68         | 46               | Athis-Val de Rouvre                                             | Argentan                                         | Flers Agglo                       |
| 61273      | 61210             | Ménil-Vin                        | 48                               | 3,62          | 13               | Athis-Val de Rouvre Putanges-Pont-Écrepin                       | Argentan                                         | Val d’Orne                        |
| 61276      | 61160             | Merri                            | 151                              | 5,81          | 26               | Argentan-2 Trun                                                 | Argentan                                         | Terres d’Argentan Interco         |
| 61278      | 61440             | Messei                           | 1819                             | 13,21         | 138              | La Ferté-Macé Messei                                            | Argentan                                         | Flers Agglo                       |
| 61279      | 61250             | Mieuxcé                          | 611                              | 10,36         | 59               | Damigny Alençon-1                                               | Alençon                                          | Alençon                           |
| 61281      | 61800             | Moncy                            | 265                              | 7,75          | 34               | Flers-1 Tinchebray                                              | Argentan                                         | Domfront Tinchebray Interco       |
| 61283      | 61160             | Montabard                        | 284                              | 10,97         | 26               | Argentan-1 Trun                                                 | Argentan                                         | Terres d’Argentan Interco         |
| 61284      | 61170             | Montchevrel                      | 233                              | 10,8          | 22               | Écouves Courtomer                                               | Alençon                                          | Vallée de la Haute Sarthe         |
| 61286      | 61360             | Montgaudry                       | 99                               | 11,05         | 9                | Mortagne-au-Perche Pervenchères                                 | Mortagne-au-Perche                               | Pays de Mortagne-au-Perche        |
| 61287      | 61100             | Montilly-sur-Noireau             | 719                              | 11,03         | 65               | Flers-2 Flers-Nord                                              | Argentan                                         | Flers Agglo                       |
| 61288      | 61570             | Montmerrei                       | 555                              | 12,67         | 44               | Sées Mortrée                                                    | Alençon Argentan                                 | Sources de l’Orne                 |
| 61289      | 61160             | Mont-Ormel                       | 49                               | 3,73          | 13               | Argentan-2 Trun                                                 | Argentan                                         | Terres d’Argentan Interco         |
| 61290      | 61210             | Montreuil-au-Houlme              | 127                              | 7,82          | 16               | Athis-Val de Rouvre Briouze                                     | Argentan                                         | Val d’Orne                        |
| 61291      | 61160             | Montreuil-la-Cambe               | 80                               | 9,57          | 8                | Argentan-2 Trun                                                 | Argentan                                         | Terres d’Argentan Interco         |
| 61292      | 61800             | Montsecret-Clairefougère         | 656                              | 13,92         | 47               | Domfront en Poiraie Tinchebray                                  | Argentan                                         | Domfront Tinchebray Interco       |
| 61194      | 61150             | Monts-sur-Orne                   | 874                              | 30,9          | 28               | Magny-le-Désert Écouché                                         | Argentan                                         | Terres d’Argentan Interco         |
| 61293      | 61400             | Mortagne-au-Perche               | 3857                             | 8,6           | 448              | Mortagne-au-Perche                                              | Mortagne-au-Perche                               | Pays de Mortagne-au-Perche        |
| 61294      | 61500 61570       | Mortrée                          | 1125                             | 32,26         | 35               | Sées                                                            | Alençon                                          | Sources de l’Orne                 |
| 61297      | 61380             | Moulins-la-Marche                | 717                              | 13,14         | 55               | Tourouvre au Perche Moulins-la-Marche                           | Mortagne-au-Perche                               | Pays de L’Aigle                   |
| 61298      | 61200             | Moulins-sur-Orne                 | 309                              | 9,14          | 34               | Argentan-1 Argentan-Ouest                                       | Argentan                                         | Terres d’Argentan Interco         |
| 61300      | 61110             | Moutiers-au-Perche               | 370                              | 33,61         | 11               | Bretoncelles Rémalard                                           | Mortagne-au-Perche                               | Cœur du Perche                    |
| 61301      | 61500             | Neauphe-sous-Essai               | 214                              | 11,43         | 19               | Sées                                                            | Alençon                                          | Sources de l’Orne                 |
| 61302      | 61160             | Neauphe-sur-Dive                 | 132                              | 13,89         | 10               | Argentan-2 Trun                                                 | Argentan                                         | Terres d’Argentan Interco         |
| 61303      | 61160             | Nécy                             | 526                              | 7,8           | 67               | Argentan-1 Trun                                                 | Argentan                                         | Terres d’Argentan Interco         |
| 61304      | 61250             | Neuilly-le-Bisson                | 275                              | 5,98          | 46               | Écouves Le Mêle-sur-Sarthe                                      | Alençon                                          | Vallée de la Haute Sarthe         |
| 61307      | 61120             | Neuville-sur-Touques             | 237                              | 15,35         | 15               | Vimoutiers Gacé                                                 | Mortagne-au-Perche Argentan                      | Vallées d’Auge et du Merlerault   |
| 61308      | 61210             | Neuvy-au-Houlme                  | 198                              | 15,62         | 13               | Athis-Val de Rouvre Putanges-Pont-Écrepin                       | Argentan                                         | Val d’Orne                        |
| 61314      | 61200             | Occagnes                         | 673                              | 15,56         | 43               | Argentan-1 Argentan-Ouest                                       | Argentan                                         | Terres d’Argentan Interco         |
| 61316      | 61160             | Ommoy                            | 109                              | 5,66          | 19               | Argentan-2 Trun                                                 | Argentan                                         | Terres d’Argentan Interco         |
| 61317      | 61230             | Orgères                          | 182                              | 12,04         | 15               | Vimoutiers Gacé                                                 | Mortagne-au-Perche Argentan                      | Vallées d’Auge et du Merlerault   |
| 61319      | 61130             | Origny-le-Roux                   | 249                              | 14,12         | 18               | Ceton Bellême                                                   | Mortagne-au-Perche                               | Maine Saosnois                    |
| 61321      | 61250             | Pacé                             | 411                              | 7,56          | 54               | Damigny Alençon-1                                               | Alençon                                          | Alençon                           |
| 61322      | 61400             | Parfondeval                      | 104                              | 3,1           | 34               | Mortagne-au-Perche Pervenchères                                 | Mortagne-au-Perche                               | Pays de Mortagne-au-Perche        |
| 61324      | 61350             | Passais Villages                 | 1159                             | 42,36         | 27               | Bagnoles de l’Orne Normandie Passais                            | Alençon                                          | Andaine-Passais                   |
| 61309      | 61340             | Perche en Nocé                   | 1974                             | 86,63         | 23               | Bretoncelles Nocé                                               | Mortagne-au-Perche                               | Cœur du Perche                    |
| 61326      | 61700             | Perrou                           | 325                              | 4,34          | 75               | Bagnoles de l’Orne Normandie Juvigny-sous-Andaine               | Alençon                                          | Andaine-Passais                   |
| 61327      | 61360             | Pervenchères                     | 342                              | 28,35         | 12               | Mortagne-au-Perche Pervenchères                                 | Mortagne-au-Perche                               | Pays de Mortagne-au-Perche        |
| 61330      | 61370             | Planches                         | 181                              | 12,49         | 14               | Rai Le Merlerault                                               | Mortagne-au-Perche Argentan                      | Vallées d’Auge et du Merlerault   |
| 61332      | 61220             | Pointel                          | 305                              | 7,52          | 41               | Athis-Val de Rouvre Briouze                                     | Argentan                                         | Flers Agglo                       |
| 61333      | 61120             | Pontchardon                      | 184                              | 4,83          | 38               | Vimoutiers                                                      | Mortagne-au-Perche Argentan                      | Vallées d’Auge et du Merlerault   |
| 61336      | 61130             | Pouvrai                          | 103                              | 6,8           | 15               | Ceton Bellême                                                   | Mortagne-au-Perche                               | Collines du Perche Normand        |
| 61339      | 61210             | Putanges-le-Lac                  | 2115                             | 76,91         | 27               | Athis-Val de Rouvre Putanges-Pont-Écrepin                       | Argentan                                         | Val d’Orne                        |
| 61342      | 61270             | Rai                              | 1437                             | 16,03         | 90               | Rai L’Aigle-Ouest                                               | Mortagne-au-Perche                               | Pays de L’Aigle                   |
| 61344      | 61150             | Rânes                            | 1042                             | 34,18         | 30               | Magny-le-Désert Écouché                                         | Argentan                                         | Terres d’Argentan Interco         |
| 61345      | 61110             | Rémalard en Perche               | 1892                             | 50,68         | 37               | Bretoncelles Rémalard                                           | Mortagne-au-Perche                               | Cœur du Perche                    |
| 61347      | 61230             | Résenlieu                        | 174                              | 5,09          | 34               | Vimoutiers Gacé                                                 | Mortagne-au-Perche Argentan                      | Vallées d’Auge et du Merlerault   |
| 61348      | 61400             | Réveillon                        | 356                              | 11,66         | 31               | Mortagne-au-Perche                                              | Mortagne-au-Perche                               | Pays de Mortagne-au-Perche        |
| 61349      | 61210             | Ri                               | 157                              | 7,39          | 21               | Argentan-1 Putanges-Pont-Écrepin                                | Argentan                                         | Terres d’Argentan Interco         |
| 61096      | 61140 61410       | Rives d’Andaine                  | 2867                             | 37,14         | 77               | Bagnoles de l’Orne Normandie Juvigny-sous-Andaine La Ferté-Macé | Alençon                                          | Andaine-Passais                   |
| 61351      | 61120             | Roiville                         | 133                              | 8,18          | 16               | Vimoutiers                                                      | Mortagne-au-Perche Argentan                      | Vallées d’Auge et du Merlerault   |
| 61352      | 61160             | Rônai                            | 180                              | 5,4           | 33               | Argentan-1 Putanges-Pont-Écrepin                                | Argentan                                         | Terres d’Argentan Interco         |
| 61357      | 61320             | Rouperroux                       | 175                              | 9,78          | 18               | Magny-le-Désert Carrouges                                       | Alençon                                          | Pays Fertois et Bocage Carrougien |
| 61116      | 61110             | Sablons sur Huisne               | 1983                             | 52,36         | 38               | Bretoncelles Rémalard                                           | Mortagne-au-Perche                               | Cœur du Perche                    |
| 61358      | 61200             | Sai                              | 227                              | 5,04          | 45               | Argentan-1 Argentan-Est                                         | Argentan                                         | Terres d’Argentan Interco         |
| 61360      | 61170             | Saint-Agnan-sur-Sarthe           | 87                               | 6,24          | 14               | Écouves Courtomer                                               | Alençon                                          | Vallée de la Haute Sarthe         |
| 61361      | 61220             | Saint-André-de-Briouze           | 175                              | 12,21         | 14               | Athis-Val de Rouvre Briouze                                     | Argentan                                         | Val d’Orne                        |
| 61362      | 61440             | Saint-André-de-Messei            | 522                              | 14,99         | 35               | La Ferté-Macé Messei                                            | Argentan                                         | Flers Agglo                       |
| 61363      | 61380             | Saint-Aquilin-de-Corbion         | 54                               | 6,1           | 9                | Mortagne-au-Perche Moulins-la-Marche                            | Mortagne-au-Perche                               | Pays de Mortagne-au-Perche        |
| 61365      | 61170             | Saint-Aubin-d’Appenai            | 435                              | 11,29         | 39               | Écouves Le Mêle-sur-Sarthe                                      | Alençon                                          | Vallée de la Haute Sarthe         |
| 61366      | 61470             | Saint-Aubin-de-Bonneval          | 131                              | 11,67         | 11               | Vimoutiers                                                      | Mortagne-au-Perche Argentan                      | Vallées d’Auge et du Merlerault   |
| 61367      | 61560             | Saint-Aubin-de-Courteraie        | 130                              | 10,05         | 13               | Mortagne-au-Perche Bazoches-sur-Hoëne                           | Mortagne-au-Perche                               | Pays de Mortagne-au-Perche        |
| 61369      | 61700             | Saint-Bômer-les-Forges           | 1023                             | 31,08         | 33               | Domfront en Poiraie                                             | Argentan Alençon                                 | Domfront Tinchebray Interco       |
| 61370      | 61700             | Saint-Brice                      | 149                              | 4,58          | 33               | Domfront en Poiraie                                             | Argentan Alençon                                 | Domfront Tinchebray Interco       |
| 61371      | 61150             | Saint-Brice-sous-Rânes           | 139                              | 9,45          | 15               | Magny-le-Désert Écouché                                         | Argentan                                         | Terres d’Argentan Interco         |
| 61372      | 61250             | Saint-Céneri-le-Gérei            | 112                              | 3,86          | 29               | Damigny Alençon-1                                               | Alençon                                          | Alençon                           |
| 61374      | 61800             | Saint-Christophe-de-Chaulieu     | 88                               | 6,51          | 14               | Domfront en Poiraie Tinchebray                                  | Argentan                                         | Domfront Tinchebray Interco       |
| 61376      | 61490             | Saint-Clair-de-Halouze           | 821                              | 11,81         | 70               | Flers-1 Domfront en Poiraie                                     | Argentan Alençon                                 | Flers Agglo                       |
| 61379      | 61130             | Saint-Cyr-la-Rosière             | 234                              | 18,75         | 12               | Bretoncelles Nocé                                               | Mortagne-au-Perche                               | Cœur du Perche                    |
| 61381      | 61400             | Saint-Denis-sur-Huisne           | 60                               | 4,59          | 13               | Mortagne-au-Perche                                              | Mortagne-au-Perche                               | Pays de Mortagne-au-Perche        |
| 61382      | 61420             | Saint-Denis-sur-Sarthon          | 1078                             | 13,81         | 78               | Damigny Alençon-1                                               | Alençon                                          | Alençon                           |
| 61373      | 61380             | Sainte-Céronne-lès-Mortagne      | 249                              | 12,55         | 20               | Mortagne-au-Perche Bazoches-sur-Hoëne                           | Mortagne-au-Perche                               | Pays de Mortagne-au-Perche        |
| 61389      | 61370             | Sainte-Gauburge-Sainte-Colombe   | 1013                             | 21,17         | 48               | Rai Le Merlerault                                               | Mortagne-au-Perche Argentan                      | Vallées d’Auge et du Merlerault   |
| 61407      | 61430             | Sainte-Honorine-la-Chardonne     | 681                              | 14,4          | 47               | Athis-Val de Rouvre                                             | Argentan                                         | Flers Agglo                       |
| 61408      | 61210             | Sainte-Honorine-la-Guillaume     | 348                              | 14,87         | 23               | Athis-Val de Rouvre Putanges-Pont-Écrepin                       | Argentan                                         | Val d’Orne                        |
| 61384      | 61320             | Saint-Ellier-les-Bois            | 257                              | 13,68         | 19               | Magny-le-Désert Carrouges                                       | Alençon                                          | Alençon                           |
| 61419      | 61320             | Sainte-Marguerite-de-Carrouges   | 211                              | 8,69          | 24               | Magny-le-Désert Carrouges                                       | Alençon                                          | Pays Fertois et Bocage Carrougien |
| 61420      | 61320             | Sainte-Marie-la-Robert           | 87                               | 5,45          | 16               | Magny-le-Désert Carrouges                                       | Alençon                                          | Pays Fertois et Bocage Carrougien |
| 61436      | 61100             | Sainte-Opportune                 | 243                              | 8,46          | 29               | Athis-Val de Rouvre Briouze                                     | Argentan                                         | Flers Agglo                       |
| 61454      | 61170             | Sainte-Scolasse-sur-Sarthe       | 584                              | 13,88         | 42               | Écouves Courtomer                                               | Alençon                                          | Vallée de la Haute Sarthe         |
| 61385      | 61230             | Saint-Evroult-de-Montfort        | 359                              | 22,36         | 16               | Vimoutiers Gacé                                                 | Mortagne-au-Perche Argentan                      | Vallées d’Auge et du Merlerault   |
| 61386      | 61550             | Saint-Evroult-Notre-Dame-du-Bois | 440                              | 34,47         | 13               | Rai La Ferté-Frênel                                             | Mortagne-au-Perche Argentan                      | Pays de L’Aigle                   |
| 61387      | 61350             | Saint-Fraimbault                 | 542                              | 28,59         | 19               | Bagnoles de l’Orne Normandie Passais                            | Alençon                                          | Andaine-Passais                   |
| 61388      | 61130             | Saint-Fulgent-des-Ormes          | 174                              | 8,32          | 21               | Ceton Bellême                                                   | Mortagne-au-Perche                               | Collines du Perche Normand        |
| 61390      | 61600             | Saint-Georges-d’Annebecq         | 167                              | 9,35          | 18               | Magny-le-Désert Briouze                                         | Argentan                                         | Terres d’Argentan Interco         |
| 61391      | 61100             | Saint-Georges-des-Groseillers    | 3169                             | 7,06          | 449              | Flers-2 Flers-Nord                                              | Argentan                                         | Flers Agglo                       |
| 61392      | 61470             | Saint-Germain-d’Aunay            | 117                              | 8,51          | 14               | Vimoutiers                                                      | Mortagne-au-Perche Argentan                      | Vallées d’Auge et du Merlerault   |
| 61393      | 61240             | Saint-Germain-de-Clairefeuille   | 132                              | 12,31         | 11               | Rai Le Merlerault                                               | Mortagne-au-Perche Argentan                      | Vallées d’Auge et du Merlerault   |
| 61394      | 61130             | Saint-Germain-de-la-Coudre       | 828                              | 26,21         | 32               | Ceton Le Theil                                                  | Mortagne-au-Perche                               | Collines du Perche Normand        |
| 61396      | 61560             | Saint-Germain-de-Martigny        | 83                               | 3,89          | 21               | Mortagne-au-Perche Bazoches-sur-Hoëne                           | Mortagne-au-Perche                               | Pays de Mortagne-au-Perche        |
| 61395      | 61110             | Saint-Germain-des-Grois          | 204                              | 10,38         | 20               | Bretoncelles Rémalard                                           | Mortagne-au-Perche                               | Cœur du Perche                    |
| 61397      | 61000             | Saint-Germain-du-Corbéis         | 3648                             | 7,52          | 485              | Alençon-2 Alençon-1                                             | Alençon                                          | Alençon                           |
| 61398      | 61390             | Saint-Germain-le-Vieux           | 65                               | 3,16          | 21               | Écouves Courtomer                                               | Alençon                                          | Vallée de la Haute Sarthe         |
| 61399      | 61160             | Saint-Gervais-des-Sablons        | 71                               | 8,8           | 8                | Argentan-2 Trun                                                 | Argentan                                         | Terres d’Argentan Interco         |
| 61400      | 61500             | Saint-Gervais-du-Perron          | 346                              | 11,28         | 31               | Sées                                                            | Alençon                                          | Sources de l’Orne                 |
| 61401      | 61700             | Saint-Gilles-des-Marais          | 106                              | 5,92          | 18               | Domfront en Poiraie                                             | Argentan Alençon                                 | Domfront Tinchebray Interco       |
| 61402      | 61220             | Saint-Hilaire-de-Briouze         | 299                              | 13,63         | 22               | Athis-Val de Rouvre Briouze                                     | Argentan                                         | Val d’Orne                        |
| 61404      | 61400             | Saint-Hilaire-le-Châtel          | 668                              | 22,34         | 30               | Mortagne-au-Perche                                              | Mortagne-au-Perche                               | Pays de Mortagne-au-Perche        |
| 61405      | 61340             | Saint-Hilaire-sur-Erre           | 486                              | 15,12         | 32               | Ceton Le Theil                                                  | Mortagne-au-Perche                               | Collines du Perche Normand        |
| 61406      | 61270             | Saint-Hilaire-sur-Risle          | 291                              | 6,61          | 44               | Tourouvre au Perche Moulins-la-Marche                           | Mortagne-au-Perche                               | Pays de L’Aigle                   |
| 61411      | 61360             | Saint-Jouin-de-Blavou            | 307                              | 17,71         | 17               | Mortagne-au-Perche Pervenchères                                 | Mortagne-au-Perche                               | Pays de Mortagne-au-Perche        |
| 61412      | 61170             | Saint-Julien-sur-Sarthe          | 679                              | 16,39         | 41               | Écouves Pervenchères                                            | Alençon Mortagne-au-Perche                       | Vallée de la Haute Sarthe         |
| 61413      | 61160             | Saint-Lambert-sur-Dive           | 133                              | 7,73          | 17               | Argentan-2 Trun                                                 | Argentan                                         | Terres d’Argentan Interco         |
| 61414      | 61400             | Saint-Langis-lès-Mortagne        | 871                              | 12,61         | 69               | Mortagne-au-Perche                                              | Mortagne-au-Perche                               | Pays de Mortagne-au-Perche        |
| 61415      | 61170             | Saint-Léger-sur-Sarthe           | 314                              | 13,25         | 24               | Écouves Le Mêle-sur-Sarthe                                      | Alençon                                          | Vallée de la Haute Sarthe         |
| 61416      | 61390             | Saint-Léonard-des-Parcs          | 76                               | 13,4          | 6                | Écouves Courtomer                                               | Alençon                                          | Vallée de la Haute Sarthe         |
| 61418      | 61400             | Saint-Mard-de-Réno               | 397                              | 19,13         | 21               | Mortagne-au-Perche                                              | Mortagne-au-Perche                               | Pays de Mortagne-au-Perche        |
| 61421      | 61350             | Saint-Mars-d’Égrenne             | 640                              | 25,06         | 26               | Bagnoles de l’Orne Normandie Passais                            | Alençon                                          | Andaine-Passais                   |
| 61423      | 61300             | Saint-Martin-d’Écublei           | 630                              | 11,94         | 53               | L’Aigle L’Aigle-Est                                             | Mortagne-au-Perche                               | Pays de L’Aigle                   |
| 61424      | 61320             | Saint-Martin-des-Landes          | 187                              | 11,19         | 17               | Magny-le-Désert Carrouges                                       | Alençon                                          | Pays Fertois et Bocage Carrougien |
| 61425      | 61380             | Saint-Martin-des-Pézerits        | 121                              | 4,66          | 26               | Mortagne-au-Perche Moulins-la-Marche                            | Mortagne-au-Perche                               | Pays de Mortagne-au-Perche        |
| 61426      | 61130             | Saint-Martin-du-Vieux-Bellême    | 540                              | 15,84         | 34               | Ceton Bellême                                                   | Mortagne-au-Perche                               | Collines du Perche Normand        |
| 61427      | 61320             | Saint-Martin-l’Aiguillon         | 186                              | 14,61         | 13               | Magny-le-Désert Carrouges                                       | Alençon                                          | Pays Fertois et Bocage Carrougien |
| 61429      | 61190             | Saint-Maurice-lès-Charencey      | 755                              | 45,56         | 17               | Tourouvre au Perche                                             | Mortagne-au-Perche                               | Hauts du Perche                   |
| 61432      | 61300             | Saint-Michel-Tubœuf              | 576                              | 8,73          | 66               | L’Aigle L’Aigle-Est                                             | Mortagne-au-Perche                               | Pays de L’Aigle                   |
| 61433      | 61250             | Saint-Nicolas-des-Bois           | 284                              | 25,26         | 11               | Damigny Alençon-1                                               | Alençon                                          | Alençon                           |
| 61435      | 61550             | Saint-Nicolas-de-Sommaire        | 266                              | 16,28         | 16               | Rai La Ferté-Frênel                                             | Mortagne-au-Perche Argentan                      | Pays de L’Aigle                   |
| 61438      | 61560             | Saint-Ouen-de-Sécherouvre        | 159                              | 10,15         | 16               | Mortagne-au-Perche Bazoches-sur-Hoëne                           | Mortagne-au-Perche                               | Pays de Mortagne-au-Perche        |
| 61439      | 61410             | Saint-Ouen-le-Brisoult           | 125                              | 9,75          | 13               | Magny-le-Désert Carrouges                                       | Alençon                                          | Pays Fertois et Bocage Carrougien |
| 61440      | 61300             | Saint-Ouen-sur-Iton              | 827                              | 14,19         | 58               | L’Aigle L’Aigle-Est                                             | Mortagne-au-Perche                               | Pays de L’Aigle                   |
| 61442      | 61600             | Saint-Patrice-du-Désert          | 232                              | 20,48         | 11               | Magny-le-Désert Carrouges                                       | Alençon                                          | Pays Fertois et Bocage Carrougien |
| 61443      | 61100             | Saint-Paul                       | 652                              | 7,96          | 82               | Flers-1 Flers-Sud                                               | Argentan                                         | Flers Agglo                       |
| 61444      | 61430             | Saint-Philbert-sur-Orne          | 112                              | 5,97          | 19               | Athis-Val de Rouvre Putanges-Pont-Écrepin                       | Argentan                                         | Flers Agglo                       |
| 61445      | 61800             | Saint-Pierre-d’Entremont         | 659                              | 6,19          | 106              | Flers-1 Tinchebray                                              | Argentan                                         | Domfront Tinchebray Interco       |
| 61446      | 61370             | Saint-Pierre-des-Loges           | 160                              | 9,79          | 16               | Rai Moulins-la-Marche                                           | Mortagne-au-Perche                               | Vallées d’Auge et du Merlerault   |
| 61447      | 61790             | Saint-Pierre-du-Regard           | 1335                             | 9,3           | 144              | Flers-2 Athis-Val de Rouvre                                     | Argentan                                         | Flers Agglo                       |
| 61448      | 61340             | Saint-Pierre-la-Bruyère          | 428                              | 6,33          | 68               | Bretoncelles Nocé                                               | Mortagne-au-Perche                               | Cœur du Perche                    |
| 61450      | 61360             | Saint-Quentin-de-Blavou          | 77                               | 6,46          | 12               | Écouves Pervenchères                                            | Alençon Mortagne-au-Perche                       | Vallée de la Haute Sarthe         |
| 61451      | 61800             | Saint-Quentin-les-Chardonnets    | 317                              | 9             | 35               | Domfront en Poiraie Tinchebray                                  | Argentan                                         | Domfront Tinchebray Interco       |
| 61452      | 61350             | Saint-Roch-sur-Égrenne           | 150                              | 12,29         | 12               | Bagnoles de l’Orne Normandie Passais                            | Alençon                                          | Andaine-Passais                   |
| 61453      | 61320             | Saint-Sauveur-de-Carrouges       | 239                              | 11,42         | 21               | Magny-le-Désert Carrouges                                       | Alençon                                          | Pays Fertois et Bocage Carrougien |
| 61456      | 61300             | Saint-Sulpice-sur-Risle          | 1587                             | 28,45         | 56               | L’Aigle L’Aigle-Est                                             | Mortagne-au-Perche                               | Pays de L’Aigle                   |
| 61457      | 61300             | Saint-Symphorien-des-Bruyères    | 483                              | 16,02         | 30               | Rai L’Aigle-Ouest                                               | Mortagne-au-Perche                               | Pays de L’Aigle                   |
| 61459      | 61220             | Saires-la-Verrerie               | 296                              | 7,88          | 38               | La Ferté-Macé Messei                                            | Argentan                                         | Flers Agglo                       |
| 61460      | 61120 61470       | Sap-en-Auge                      | 942                              | 29,98         | 31               | Vimoutiers                                                      | Mortagne-au-Perche Argentan                      | Vallées d’Auge et du Merlerault   |
| 61462      | 61200             | Sarceaux                         | 1047                             | 10,77         | 97               | Argentan-1 Argentan-Ouest                                       | Argentan                                         | Terres d’Argentan Interco         |
| 61464      | 61500             | Sées                             | 4182                             | 40,31         | 104              | Sées                                                            | Alençon                                          | Sources de l’Orne                 |
| 61467      | 61250             | Semallé                          | 364                              | 14,04         | 26               | Écouves Alençon-3                                               | Alençon                                          | Alençon                           |
| 61472      | 61200             | Sévigny                          | 309                              | 7,67          | 40               | Argentan-1 Argentan-Est                                         | Argentan                                         | Terres d’Argentan Interco         |
| 61473      | 61150             | Sevrai                           | 285                              | 8,11          | 35               | Magny-le-Désert Écouché                                         | Argentan                                         | Terres d’Argentan Interco         |
| 61475      | 61380             | Soligny-la-Trappe                | 633                              | 19,5          | 32               | Mortagne-au-Perche Bazoches-sur-Hoëne                           | Mortagne-au-Perche                               | Pays de Mortagne-au-Perche        |
| 61476      | 61360             | Suré                             | 278                              | 17,44         | 16               | Ceton Pervenchères                                              | Mortagne-au-Perche                               | Maine Saosnois                    |
| 61479      | 61150             | Tanques                          | 157                              | 6,22          | 25               | Magny-le-Désert Écouché                                         | Argentan                                         | Terres d’Argentan Interco         |
| 61480      | 61500             | Tanville                         | 228                              | 13,32         | 17               | Sées                                                            | Alençon                                          | Sources de l’Orne                 |
| 61481      | 61390             | Tellières-le-Plessis             | 72                               | 5,41          | 13               | Écouves Courtomer                                               | Alençon                                          | Vallée de la Haute Sarthe         |
| 61482      | 61410             | Tessé-Froulay                    | 377                              | 5,24          | 72               | Bagnoles de l’Orne Normandie Juvigny-sous-Andaine               | Alençon                                          | Andaine-Passais                   |
| 61485      | 61120             | Ticheville                       | 195                              | 9,93          | 20               | Vimoutiers                                                      | Mortagne-au-Perche Argentan                      | Vallées d’Auge et du Merlerault   |
| 61486      | 61800             | Tinchebray-Bocage                | 4850                             | 90,88         | 53               | Domfront en Poiraie Tinchebray                                  | Argentan                                         | Domfront Tinchebray Interco       |
| 61487      | 61330             | Torchamp                         | 300                              | 14,69         | 20               | Bagnoles de l’Orne Normandie Passais                            | Alençon                                          | Andaine-Passais                   |
| 61488      | 61550             | Touquettes                       | 75                               | 9,73          | 8                | Rai La Ferté-Frênel                                             | Mortagne-au-Perche Argentan                      | Pays de L’Aigle                   |
| 61490      | 61160             | Tournai-sur-Dive                 | 295                              | 12,4          | 24               | Argentan-2 Trun                                                 | Argentan                                         | Terres d’Argentan Interco         |
| 61491      | 61190             | Tourouvre au Perche              | 2989                             | 93,76         | 32               | Tourouvre au Perche                                             | Mortagne-au-Perche                               | Hauts du Perche                   |
| 61492      | 61390             | Trémont                          | 121                              | 6,22          | 19               | Écouves Courtomer                                               | Alençon                                          | Vallée de la Haute Sarthe         |
| 61494      | 61160             | Trun                             | 1183                             | 9,12          | 130              | Argentan-2 Trun                                                 | Argentan                                         | Terres d’Argentan Interco         |
| 61484      | 61130 61260 61340 | Val-au-Perche                    | 3324                             | 63,26         | 53               | Ceton Le Theil                                                  | Mortagne-au-Perche                               | Collines du Perche Normand        |
| 61497      | 61250             | Valframbert                      | 1699                             | 13,95         | 122              | Damigny Alençon-3                                               | Alençon                                          | Alençon                           |
| 61498      | 61130             | Vaunoise                         | 95                               | 7,65          | 12               | Ceton Bellême                                                   | Mortagne-au-Perche                               | Collines du Perche Normand        |
| 61501      | 61110             | Verrières                        | 420                              | 17,75         | 24               | Bretoncelles Nocé                                               | Mortagne-au-Perche                               | Cœur du Perche                    |
| 61502      | 61360             | Vidai                            | 73                               | 1,55          | 47               | Écouves Pervenchères                                            | Alençon Mortagne-au-Perche                       | Vallée de la Haute Sarthe         |
| 61503      | 61150             | Vieux-Pont                       | 200                              | 9,67          | 21               | Magny-le-Désert Écouché                                         | Argentan                                         | Terres d’Argentan Interco         |
| 61505      | 61160             | Villedieu-lès-Bailleul           | 207                              | 4,71          | 44               | Argentan-2 Trun                                                 | Argentan                                         | Terres d’Argentan Interco         |
| 61507      | 61400             | Villiers-sous-Mortagne           | 241                              | 13,04         | 18               | Mortagne-au-Perche                                              | Mortagne-au-Perche                               | Pays de Mortagne-au-Perche        |
| 61508      | 61120             | Vimoutiers                       | 3041                             | 16,15         | 188              | Vimoutiers                                                      | Mortagne-au-Perche Argentan                      | Vallées d’Auge et du Merlerault   |
| 61510      | 61300             | Vitrai-sous-Laigle               | 213                              | 11,33         | 19               | L’Aigle L’Aigle-Est                                             | Mortagne-au-Perche                               | Pays de L’Aigle                   |

## Veränderungen im Gemeindebestand seit der landesweiten Neuordnung der Kantone

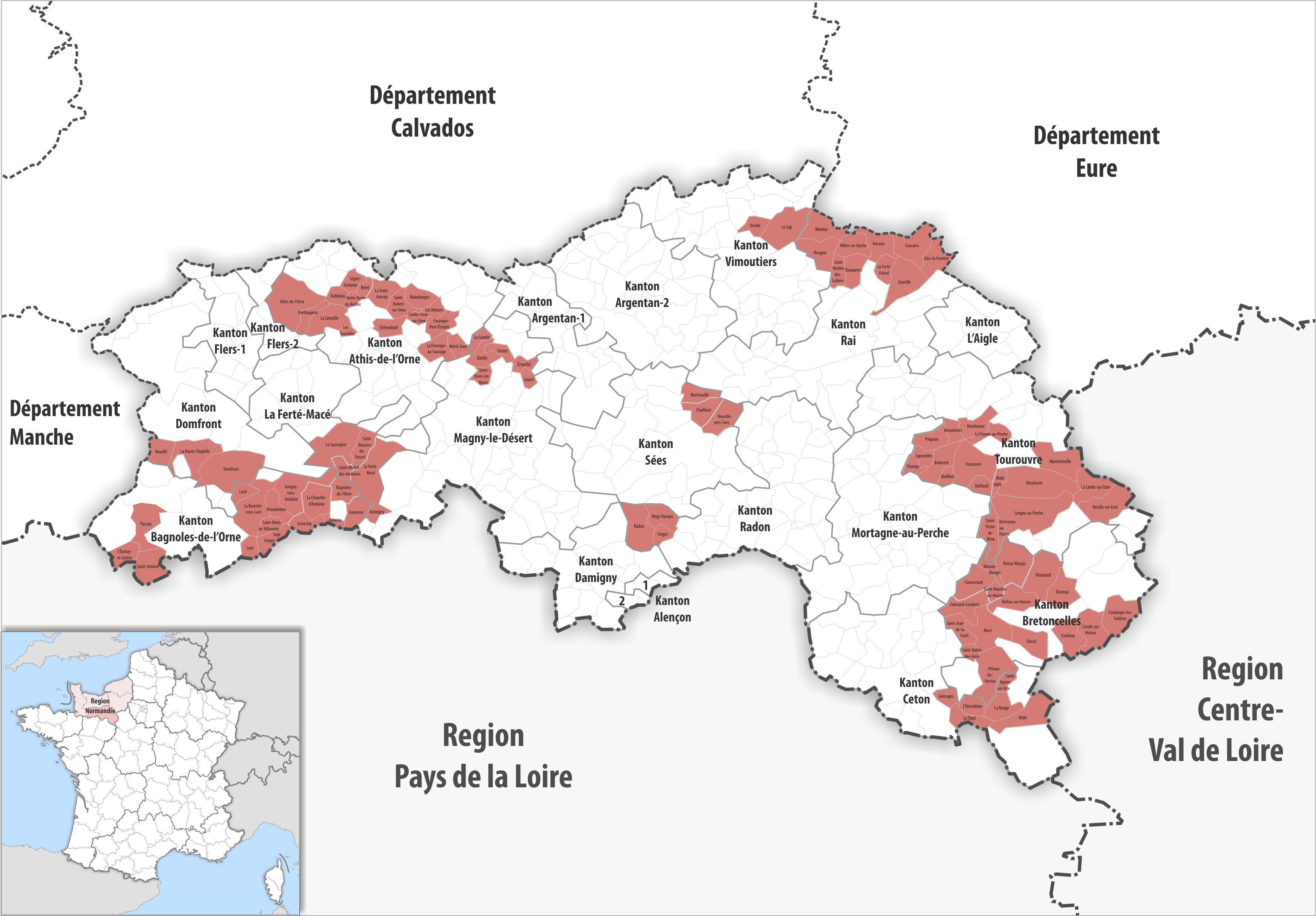
Gemeinden bis 2015
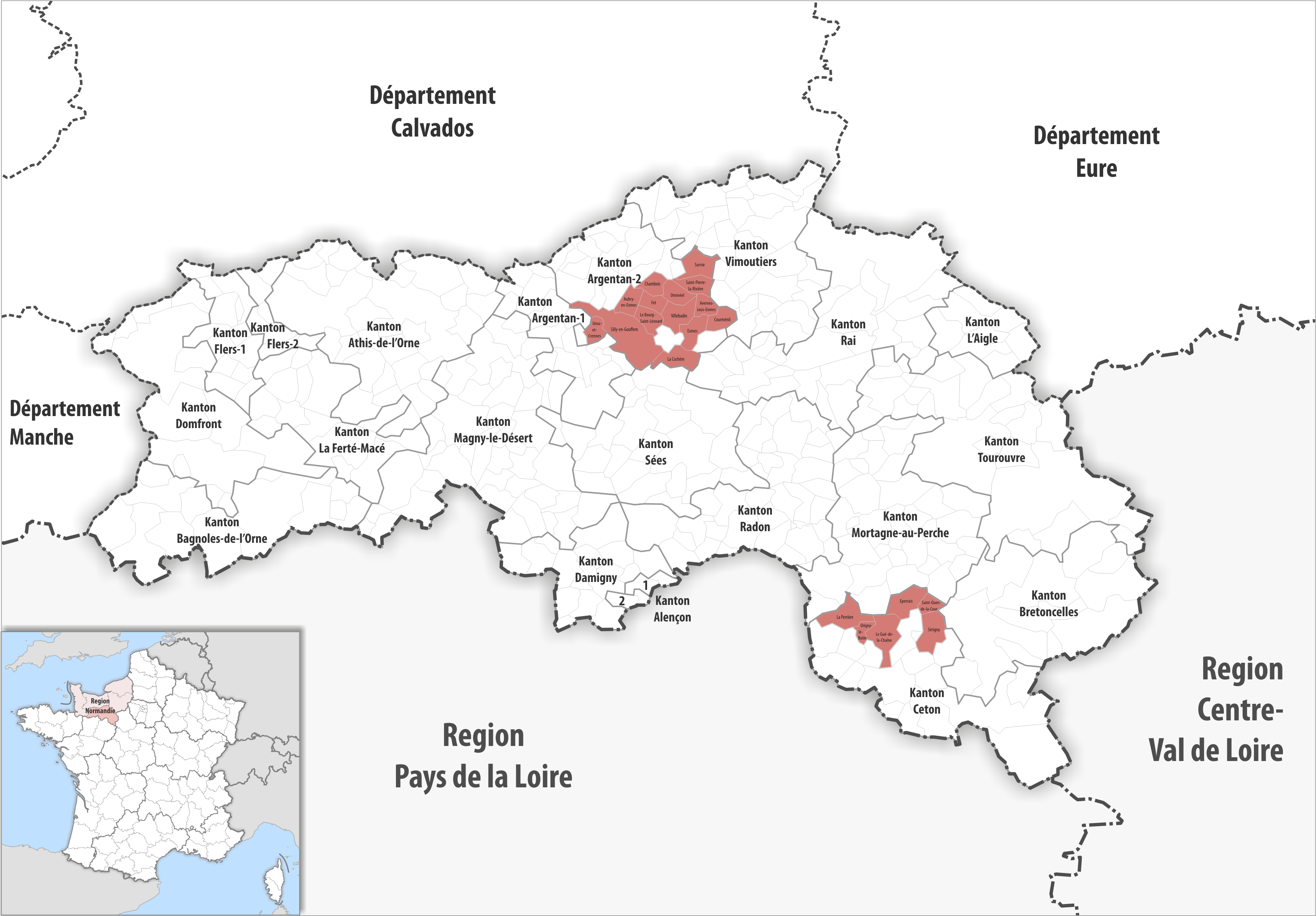
Gemeinden bis 2016
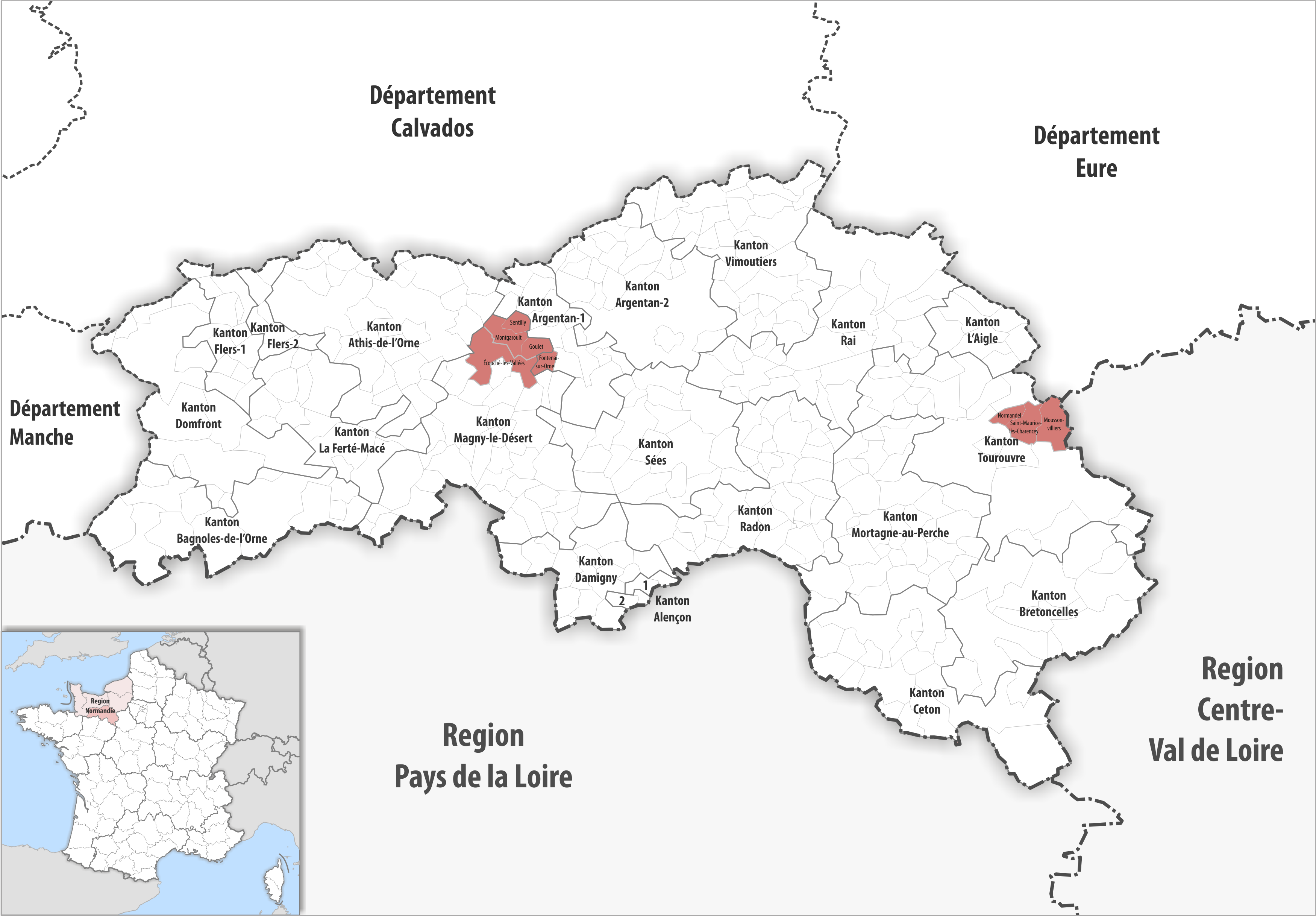
Gemeinden bis 2017
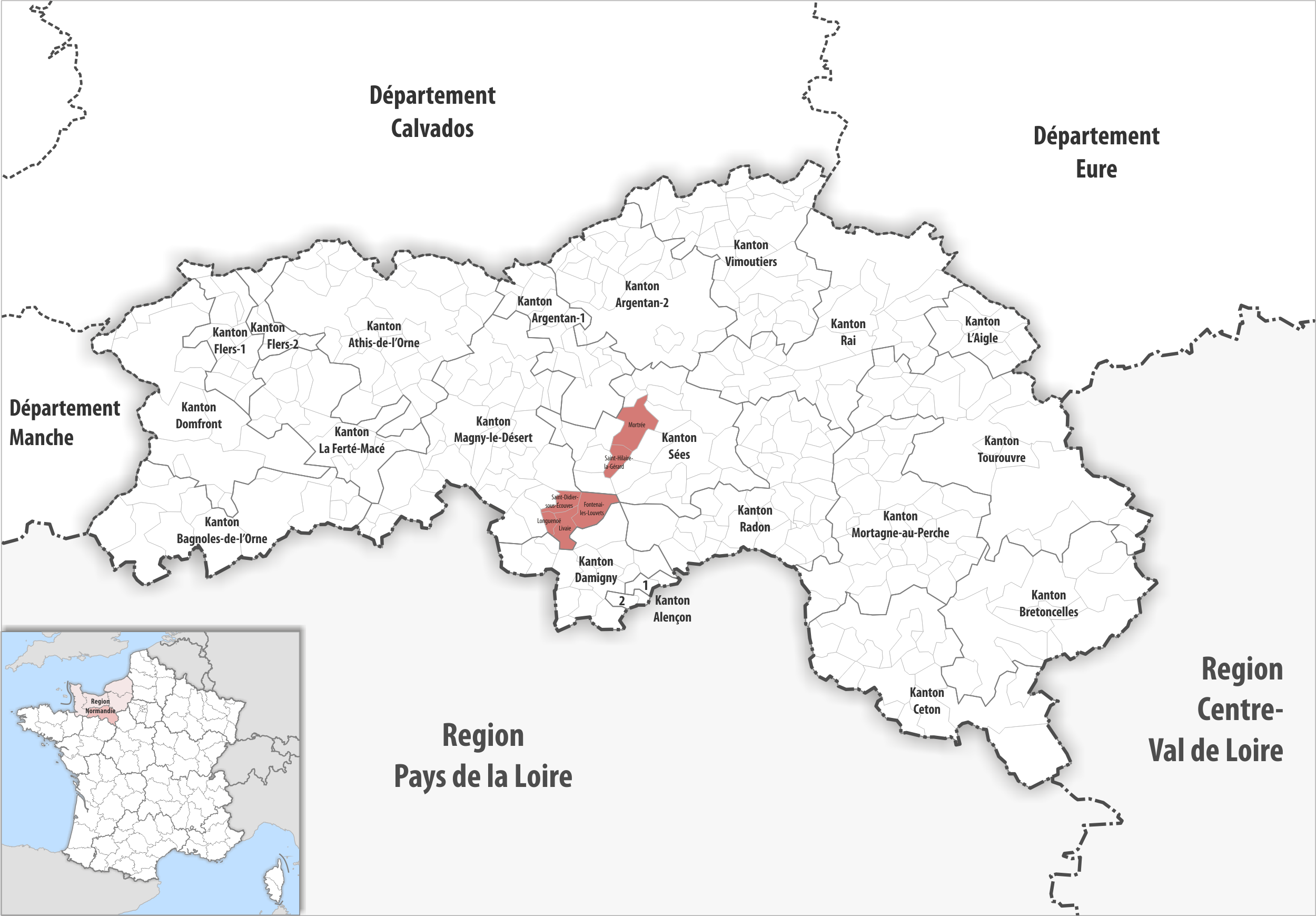
Gemeinden bis 2018
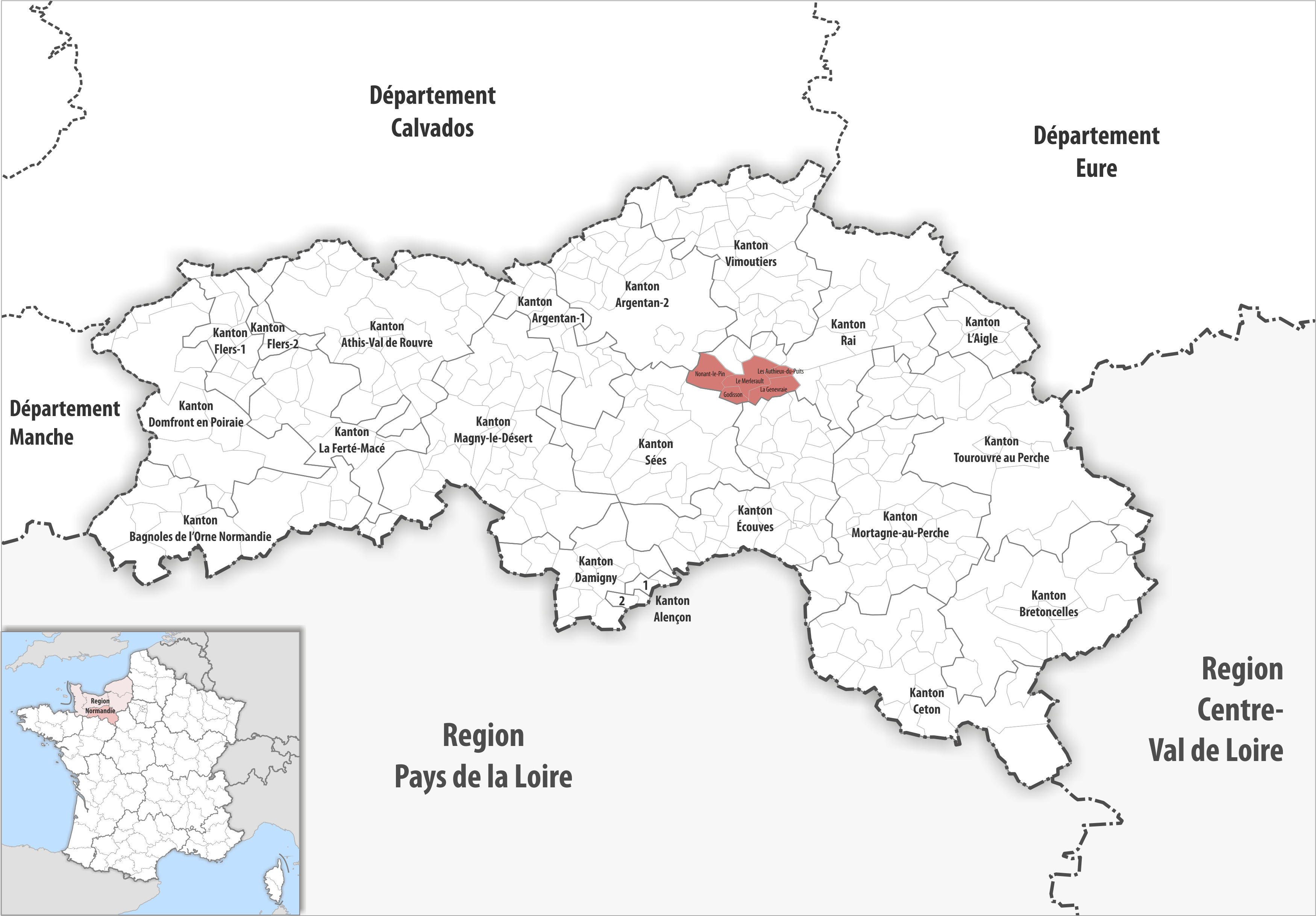
Gemeinden bis 2024

2025:
- Fusion Godisson, La Genevraie, Les Authieux-du-Puits, Le Merlerault und Nonant-le-Pin → Merlerault-le-Pin

2019:
- Fusion Mortrée und Saint-Hilaire-la-Gérard → Mortrée
- Fusion Livaie, Fontenai-les-Louvets, Longuenoë und Saint-Didier-sous-Écouves → L’Orée-d’Écouves

2018:
- Fusion Normandel, Moussonvilliers und Saint-Maurice-lès-Charencey → Charencey
- Fusion Écouché-les-Vallées und Fontenai-sur-Orne → Écouché-les-Vallées
- Fusion Goulet, Montgaroult und Sentilly → Monts-sur-Orne

2017:
- Fusion Eperrais, Le Gué-de-la-Chaîne, Origny-le-Butin, La Perrière, Saint-Ouen-de-la-Cour und Sérigny → Belforêt-en-Perche
- Fusion Aubry-en-Exmes, Avernes-sous-Exmes, Le Bourg-Saint-Léonard, Chambois, La Cochère, Courménil, Exmes, Fel, Omméel, Saint-Pierre-la-Rivière, Silly-en-Gouffern, Survie, Urou-et-Crennes und Villebadin → Gouffern en Auge

2016: 
- Fusion Athis-de-l’Orne, Bréel, La Carneille, Notre-Dame-du-Rocher, Ronfeugerai, Ségrie-Fontaine, Taillebois und Les Tourailles → Athis-Val de Rouvre
- Fusion Bagnoles-de-l’Orne und Saint-Michel-des-Andaines → Bagnoles de l’Orne Normandie
- Fusion Boissy-Maugis, Courcerault, Maison-Maugis und Saint-Maurice-sur-Huisne → Cour-Maugis sur Huisne
- Fusion Chailloué, Marmouillé und Neuville-près-Sées → Chailloué
- Fusion Domfront, La Haute-Chapelle und Rouellé → Domfront en Poiraie
- Fusion Batilly, La Courbe, Écouché, Loucé, Saint-Ouen-sur-Maire und Serans → Écouché-les-Vallées
- Fusion Forges, Radon und Vingt-Hanaps → Écouves
- Fusion Anceins, Bocquencé, Couvains, La Ferté-Frênel, Gauville, Glos-la-Ferrière, Heugon, Monnai, Saint-Nicolas-des-Laitiers und Villers-en-Ouche → La Ferté-en-Ouche
- Fusion Antoigny und La Ferté-Macé → La Ferté Macé
- Fusion La Baroche-sous-Lucé, Beaulandais, Juvigny-sous-Andaine, Loré, Lucé, Saint-Denis-de-Villenette und Sept-Forges → Juvigny Val d’Andaine
- Fusion La Lande-sur-Eure, Longny-au-Perche, Malétable, Marchainville, Monceaux-au-Perche, Moulicent, Neuilly-sur-Eure und Saint-Victor-de-Réno → Longny les Villages
- Fusion Saint-Maurice-du-Désert und La Sauvagère → Les Monts d’Andaine
- Fusion L’Épinay-le-Comte, Passais und Saint-Siméon → Passais Villages
- Fusion Colonard-Corubert, Dancé, Nocé, Préaux-du-Perche, Saint-Aubin-des-Grois und Saint-Jean-de-la-Forêt → Perche en Nocé
- Fusion Chênedouit, La Forêt-Auvray, La Fresnaye-au-Sauvage, Ménil-Jean, Putanges-Pont-Écrepin, Rabodanges, Les Rotours, Saint-Aubert-sur-Orne und Sainte-Croix-sur-Orne → Putanges-le-Lac
- Fusion Bellou-sur-Huisne, Dorceau und Rémalard → Rémalard en Perche
- Fusion La Chapelle-d’Andaine, Couterne, Geneslay und Haleine → Rives d’Andaine
- Fusion Condeau, Condé-sur-Huisne und Coulonges-les-Sablons → Sablons sur Huisne
- Fusion Orville und Le Sap → Sap-en-Auge
- Fusion Autheuil, Bivilliers, Bresolettes, Bubertré, Champs, Lignerolles, La Poterie-au-Perche, Prépotin, Randonnai und Tourouvre → Tourouvre au Perche
- Fusion Gémages, L’Hermitière, Mâle, La Rouge, Saint-Agnan-sur-Erre und Le Theil → Val-au-Perche